# Perezia
Perezia Lag., 1811 è un genere di piante angiosperme dicotiledoni della famiglia delle Asteraceae.

## Descrizione

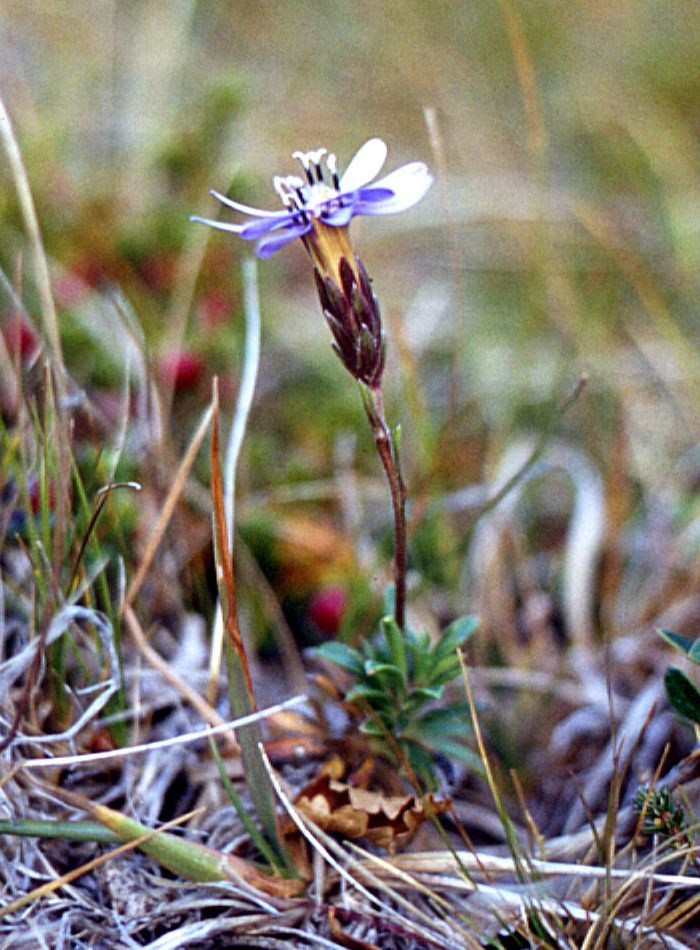
Il portamento
Perezia recurvata

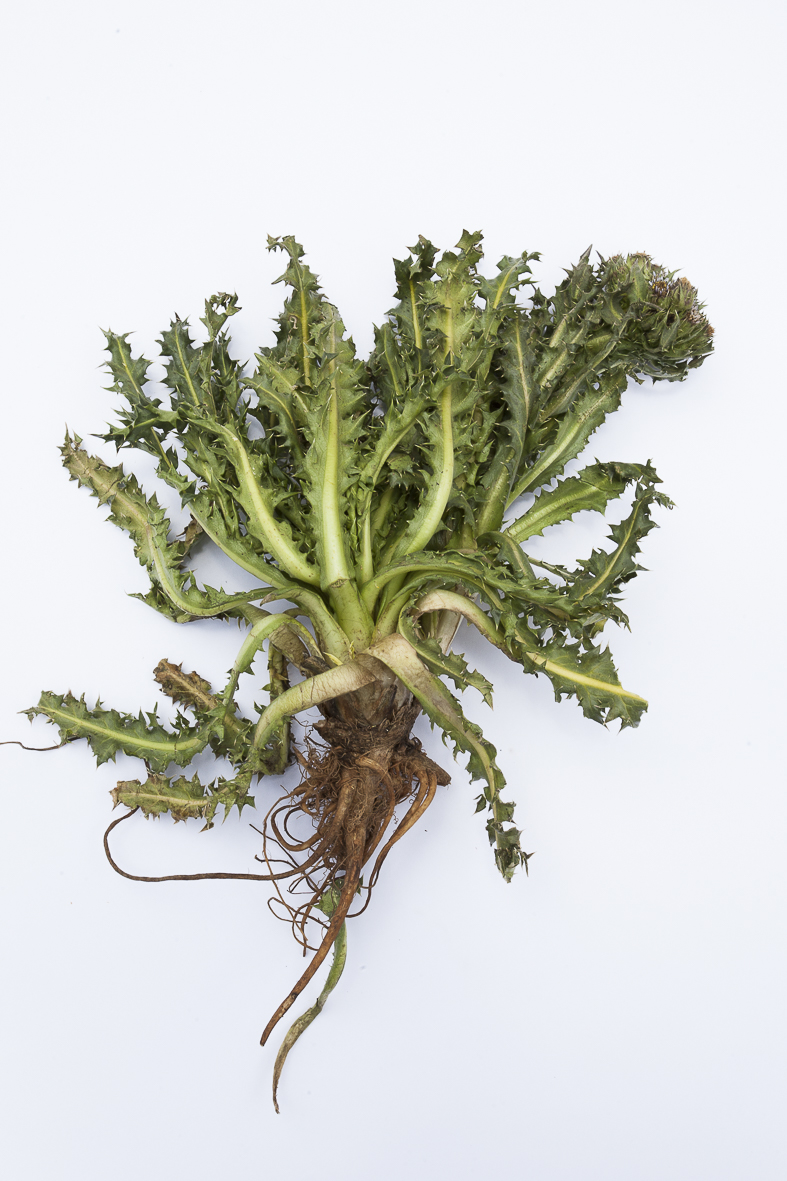
Le foglie
Perezia multiflora

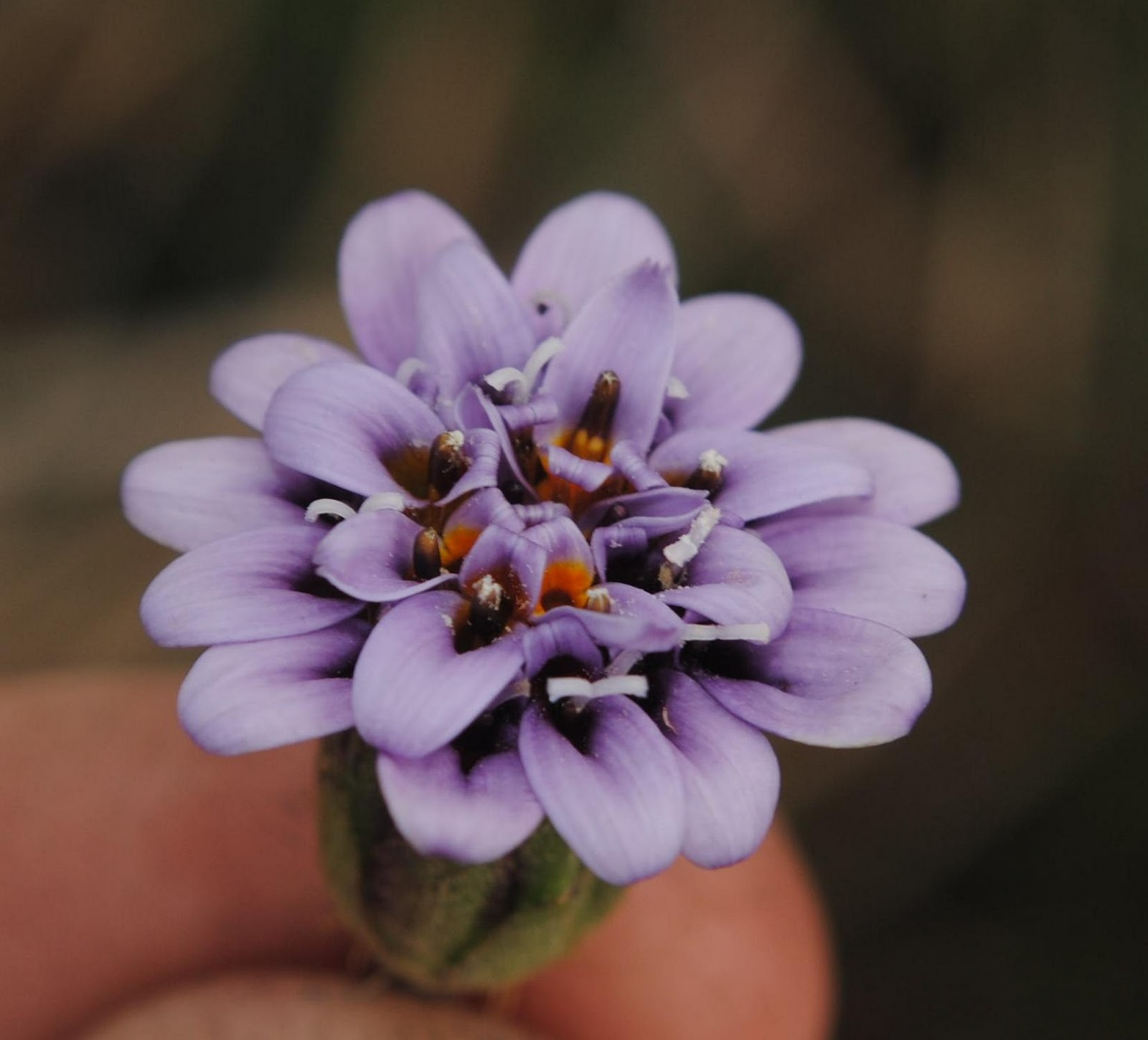
Infiorescenza
Perezia squarrosa

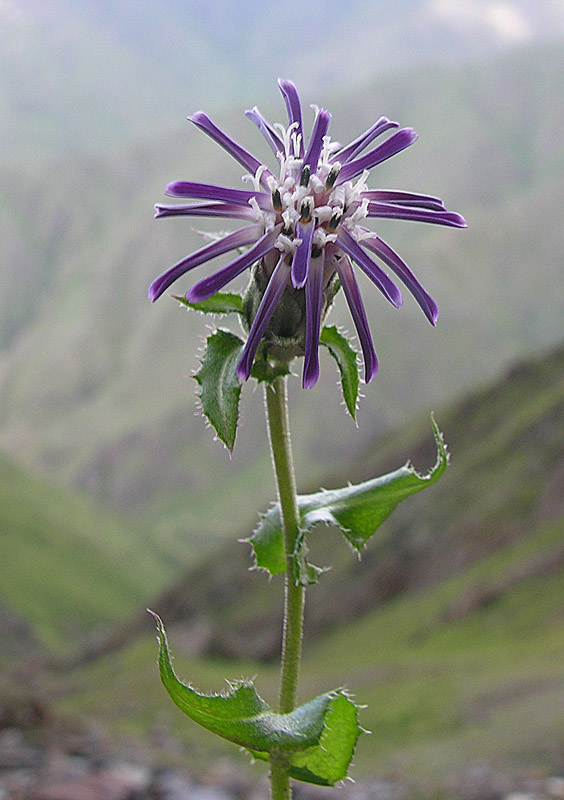
I fiori
Perezia purpurata

Le specie di questo gruppo hanno un habitus erbaceo perenne molto spesso rosulato, raramente erbaceo-cespitoso. Sono prive di lattice.
Le foglie lungo il caule sono disposte in modo alternato, quelle radicali formano una rosetta basale. Le foglie sono semplici, intere o lirate; la lamina ha delle forme lineari, strettamente lanceolate, spatolate o ampiamente ovate; i bordi sono spesso da cigliati a lacerati oppure interi, ma anche grossolanamente seghettati o dentati. Sono presenti anche forme pennatifide o profondamente lobate, spesso spinose.
Le infiorescenze sono composte da uno-due capolini scaposi emergenti dalle rosette basali, oppure raccolti in formazioni lasse o dense panicolate. I capolini appaiono radiati ma in realtà sono discoidi ed omogami con portamento eretto (raramente sono nutanti) e sono formati da un involucro a forma ampiamente cilindrica, spiraleggiante o emisferica composto da brattee (o squame) all'interno delle quali un ricettacolo fa da base ai fiori. Le brattee, simili a foglie (a volte con spine), disposte su più serie in modo embricato sono di vario tipo e consistenza. Il ricettacolo, pubescente, a forma convessa è nudo (senza pagliette).
I fiori sono tetraciclici (a cinque verticilli: calice – corolla – androceo – gineceo) e in genere pentameri (ogni verticillo ha 5 elementi). I fiori, da 8 a 40, sono eteromorfi (con forme diverse) e sono inoltre ermafroditi e fertili.
- Formula fiorale:

*/x K {\displaystyle \infty }, [C (5), A (5)], G 2 (infero), achenio
- Calice: i sepali del calice sono ridotti ad una coroncina di squame.
- Corolla: in genere le corolle sono bilabiate: il labbro esterno ha tre denti; quello interno è strettamente arrotolato, lineare e con due denti all'apice. Le corolle sono colorate di giallo, blu, purpureo, viola o rosso; raramente bianco o crema.
- Androceo: l'androceo è formato da 5 stami con filamenti liberi e antere saldate in un manicotto circondante lo stilo.[9] Le antere in genere hanno una forma sagittata con lunghe appendici apicali (a volte laciniate). Le teche sono calcarate (provviste di speroni) e provviste di code. Il polline normalmente è tricolporato a forma sferica (può essere microechinato).
- Gineceo: il gineceo ha un ovario uniloculare infero formato da due carpelli.[9] Lo stilo è unico e con due stigmi. La base è glabra e con un nodo allargato. Gli apici degli stigmi sono troncati e sono ricoperti da piccole papille o in qualche caso da peli penicillati. L'ovulo è unico e anatropo.

I frutti sono degli acheni con pappo. La forma degli acheni è fusiforme o cilindrica (raramente è compressa); le pareti sono ricoperte da coste (raramente sono presenti dei rostri) e sono glabre (o eventualmente setolose). Il carpoforo (o carpopodium) è uno stretto anello o corto cilindro oppure è assente. Il pappo (persistente) è formato da setole disposte su numerose serie, sono barbate o piumose del tutto o a volte sono subpiumose solo apicalmente, ed è direttamente inserito nel pericarpo o connato in un anello parenchimatico posto sulla parte apicale dell'achenio.

## Biologia
- Impollinazione: l'impollinazione avviene tramite insetti (impollinazione entomogama tramite farfalle diurne e notturne).
- Riproduzione: la fecondazione avviene fondamentalmente tramite l'impollinazione dei fiori (vedi sopra).
- Dispersione: i semi (gli acheni) cadendo a terra sono successivamente dispersi soprattutto da insetti tipo formiche (disseminazione mirmecoria). In questo tipo di piante avviene anche un altro tipo di dispersione: zoocoria. Infatti gli uncini delle brattee dell'involucro si agganciano ai peli degli animali di passaggio disperdendo così anche su lunghe distanze i semi della pianta.

## Distribuzione e habitat
Le specie di questo gruppo sono distribuite in Sudamerica.

## Tassonomia
La famiglia di appartenenza di questa voce (Asteraceae o Compositae, nomen conservandum) probabilmente originaria del Sud America, è la più numerosa del mondo vegetale, comprende oltre 23.000 specie distribuite su 1.535 generi, oppure 22.750 specie e 1.530 generi secondo altre fonti (una delle checklist più aggiornata elenca fino a 1.679 generi). La famiglia attualmente (2021) è divisa in 16 sottofamiglie.

### Filogenesi
La sottofamiglia Mutisioideae, nell'ambito delle Asteraceae occupa una posizione "basale" (si è evoluta precocemente rispetto al resto della famiglia) ed è molto vicina alla sottofamiglia Stifftioideae. La tribù Nassauvieae con la tribù Mutisieae formano due "gruppi fratelli" ed entrambe rappresentano il "core" della sottofamiglia.
Il genere Perezia descritto da questa voce appartiene alla tribù Nassauvieae. In alcuni studi più recenti (2018) il genere di questa voce risulta appartenere ad un clade (interno alla tribù) formato dai generi Acourtia, Holocheilus, Nassauvia, Perezia e Triptilion. Dalla ricerca risulta inoltre che Perezia non è monofiletico in quanto alcune sue specie sono incluse nel sottoclade contenente i generi Nassauvia e Triptilion (vedi: P. nutans ora sinonimo di Calorezia nutans (Less.) Paneroe e P. prenanthoides ora sinonimo di Calorezia prenanthoides (Less.) Panero), mentre altre sono incluse nel sottoclade con i generi Acourtia e Holocheilus (vedi: P.  lanigera ora sinonimo di Burkartia lanigera (Hook. & Arn.) Crisci). Nel dettaglio il genere Perezia risulta diviso in due cladi principali: un clade con specie temperato-occidentali diversificate tra specie con habitat meridionali a bassa quota, specie con habitat meridionali ad alta quota e infine specie con habitat settentrionali; l'altro clade principale comprende specie subtropicali-orientali.
I caratteri distintivi per le specie di questo genere sono:
- il portamento è erbaceo perenne scapiforme;
- gli involucri sono multiseriati;
- le corolle sono bilabiate;
- i rami dello stilo sono incoronati apicalmente di papille.

Il numero cromosomico delle specie di questo genere è: 2n = 8, 16, 24 26 e 54.

### Elenco specie
Questo genere comprende le seguenti 33 specie:
- Perezia bellidifolia Reiche
- Perezia calophylla  Reiche
- Perezia carduncelloides  Griseb.
- Perezia carthamoides  Hook. & Arn.
- Perezia catharinensis  Cabrera
- Perezia ciliaris  Hook. & Arn.
- Perezia ciliosa  Reiche
- Perezia coerulescens  Wedd.
- Perezia delicata  Vuilleum.
- Perezia dentata  (Cabrera) Katinas
- Perezia eryngioides  (Cabrera) Crisci & Martic.
- Perezia fonckii  Reiche
- Perezia kingii  Baker
- Perezia lactucoides  (Vahl) Less.
- Perezia linearis  Less.
- Perezia lyrata  Wedd.
- Perezia magellanica  Lag.
- Perezia mandonii  Rusby
- Perezia megalantha  Speg.
- Perezia multiflora  (Bonpl.) Less.
- Perezia pedicularidifolia  Less.
- Perezia pilifera  Hook. & Arn.
- Perezia pinnatifida  (Humb. & Bonpl.) Wedd.
- Perezia poeppigii  Less.
- Perezia pungens  (Bonpl.) Less.
- Perezia purpurata  Wedd.
- Perezia pygmea  Wedd.
- Perezia recurvata  Less.
- Perezia scalpellifolia  J.Kost.
- Perezia spathulata  Hook. & Arn.
- Perezia squarrosa  Less.
- Perezia sublyrata  Domke
- Perezia volcanensis  Cabrera

### Sinonimi
Sono elencati alcuni sinonimi per questo genere:
- Clarionea Lag. ex DC.
- Clarionella  DC. ex Steud.
- Drozia  Cass.
- Homanthis  Kunth
- Homoianthus  Bonpl. ex DC.